# Voyage initiatique
Un voyage initiatique est un voyage dans lequel une personne se trouve confrontée à des épreuves, aux nouvelles expériences qui lui permettent de passer à l'âge adulte. Ce thème a été utilisé de façon récurrente, notamment dans la littérature, la peinture et le cinéma.

## Dans la littérature
Le voyage initiatique de François-René de Chateaubriand en Amérique en 1791 (à l'âge de 23 ans) a marqué toute son œuvre.
Le voyage initiatique est très présent dans l'œuvre de Jules Verne, en particulier dans des romans comme le Voyage au centre de la Terre, Vingt mille lieues sous les mers , Cinq semaines en ballon, Les Aventures du capitaine Hatteras, Un capitaine de quinze ans, De la Terre à la Lune, etc.
- Au cœur des ténèbres de Joseph Conrad
- Le Bateau ivre d'Arthur Rimbaud
- Candide de Voltaire
- Eldorado ou La Mort du roi Tsongor de Laurent Gaudé
- L'Extravagant Voyage du jeune et prodigieux T. S. Spivet de Reif Larsen (en)
- Le Page disgracié de Tristan L'Hermite
- Scènes de la vie d'un propre à rien de Joseph von Eichendorff
- Sur la route (On the road) de Jack Kerouac
- The First Day d'Edward P. Jones
- Voyage à Rodrigues, de J. M. G. Le Clézio, est un voyage initiatique à la rencontre de ses racines, sur les traces de son grand-père.
- L'Histoire sans fin, de Michael Ende
- L'Enfant de Dindefello d'Aminta Dupuis

## Dans la peinture
Le thème du voyage initiatique est présent dans l'œuvre de nombreux peintres, dont Eugène Delacroix ou Paul Gauguin en particulier.

## Au cinéma

### Road movies
Le road movie est un thème récurrent au cinéma, et même si un road movie n'est pas forcément un voyage initiatique, ce thème est un sujet d'inspiration pour de nombreux cinéastes, comme dans Easy Rider de Dennis Hopper en 1969 ou Thelma et Louise de Ridley Scott en 1991. L'Auberge espagnole raconte l'histoire de Xavier (Romain Duris), un étudiant qui part à Barcelone dans le cadre du programme Erasmus. C'est un voyage initiatique dans la mesure où il se transforme grâce aux nouvelles expériences qu'il a eu. Diarios de motocicleta de Walter Salles (2004) raconte le voyage à travers l'Amérique du Sud de Ernesto Guevara de la Serna, plus connu sous le nom de Che Guevara. Censé être une aventure, le voyage se transforme en leçon de vie et de morale grâce à la prise de conscience des problèmes du continent, comme l'exploitation et la misère des pauvres.

## Dans les jeux vidéo
- Syberia (2002) et Syberia II (2004).

Dans ces deux jeux vidéo réalisés par Benoît Sokal, une jeune avocate new-yorkaise se voit précipitée dans un monde que son propre monde n'imaginait pas : gérer la succession d'une vieille manufacture d'automates sise dans les Alpes et dont la patronne vient de décéder, accepter le fait que des automates puissent penser, etc. Formée à une carrière de juriste et à la carrière toute tracée, Kate Walter (c'est son nom) sera amenée à voyager toujours plus loin vers l'est et à réviser ses convictions.